# Juan Ramírez de Guzmán
Juan Ramírez de Guzmán, o simplement Juan de Guzmán, fou un religiós castellà, que fou bisbe de Tui (1390-1394), de Calahorra (1394-1403) i d'Àvila (1403-1424).
Diu Enrique Flórez que fou oïdor de l'Audiència Reial. En càrrec eclesiàstics, fou primer bisbe de Tui, entre els anys 1390 i 1394. El seu episcopat s'inicia poc després de la recuperació de Tui de mans dels portuguesos per part del rei Joan I de Castella. Per la situació d'incertesa, i promogut el bisbe Diego de Anaya a la seu d'Ourense, Tui queda sense bisbe, fins que l'arquebisbe de Santiago de Compostel·la, Juan García Manrique, es dirigeix a la ciutat per assegurar-la i s'apodera del palau episcopal, intitulant-se bisbe de Tui i demanant homenatge als ciutadans.
Alhora Ramírez de Guzmán era escollit com a bisbe de Tui. Concorregué a les Corts de Madrid, i el 9 de març de 1391 obtingué la provisió d'Enric III perquè el prelat fos integrat a la senyoria de Tui i les seves terres, alliberant de l'homenatge dels ciutadans retut a García Manrique. L'any següent, era present a les corts de Burgos i apareix documentat com a confirmant de privilegis el 20 de febrer.
El seu mandat a Tui va acabar el 1394, abans del 16 de desembre. Va ser promogut al bisbat de Calahorra. Segons González Dávila, va assistir a la cerimònia de coronació de Carles III de Navarra i va donar l'ermita de San Miguel del Monte i la de Nuestra Señora de la Estrella a religiosos de l'orde de Sant Jeroni, que va esdevenir un il·lustre convent de la diòcesi. El 1396 ostentava el títol de Canceller Major de la reina Caterina de Lancaster i apareix confirmant privilegis.
El 1403 és promogut al bisbat d'Àvila. Com a titular va assistir a les velacions celebrades a la catedral el 24 d'agost de 1420, amb motiu del matrimoni del nou rei Joan II de Castella amb Maria d'Aragó, cerimònia oficiada per l'arquebisbe de Santiago, Lopez de Mendoza.
Encara en vida de Ramírez de Guzmán, es produeixen a Castella enrenous causats per l'acció dels Infants d'Aragó. El rei es retirà a Àvila, juntament amb l'arquebisbe de Santiago i gran part de la noblesa. Allà va celebrar unes corts que van resultar en una pau efímera, car, ja després de la mort de Ramírez de Guzmán, es va produir la guerra dels Infants d'Aragó.
El bisbe va morir el 6 d'octubre de 1424 i fou enterrat a la catedral d'Àvila. Va deixar al capítol catedralici una renda per comprar possessions, o reparar les que tinguessin i deixà dotats alguns aniversaris pel descans perpetu de la seva ànima.